# 2411 Zellner
2411 Zellner eller 1981 JK är en asteroid i huvudbältet som upptäcktes den 3 maj 1981 av den amerikanske astronomen Edward L.G. Bowell vid Anderson Mesa Station. Den är uppkallad efter den amerikanske astronomen Benjamin H. Zellner.
Asteroiden har en diameter på ungefär 8 kilometer.